# Massoud Azarnoush
Massoud Azarnoush (25 mars 1945 à Kermanshah - 27 novembre 2008) est un archéologue iranien.

## Biographie
Il suit des études d'archéologie et d'histoire de l'art et obtient son MA du département d'archéologie de l'université de Téhéran en 1972. Après avoir passé quelques années sur différents sites de fouilles, à Kangovar et Suse notamment, il quitte l'Iran avec sa femme, Martine Maillard, également archéologue, lors de la Révolution iranienne de 1979. Il obtient son PhD de l'université de Californie (UCLA - Los Angeles) en 1985. Il vit alors en Belgique et continue de travailler et de publier certains articles. Il retourne en Iran en 1995 et enseigne pendant quelques années à l'université de Téhéran jusqu'à ce qu'on lui propose le poste de directeur au Centre de Recherches Archéologiques.

C'est au sein de cette institution que son rôle est le plus déterminant car au-delà de ses recherches reconnues pour être d'excellentes qualités, c'est surtout la réforme qu'il initie au sein de cet appareil d'État qui aura le plus d'impact sur la recherche archéologique proprement dite. Il y crée une nouvelle structure (ICAR) et pousse activement de jeunes chercheurs de tout le pays à se lancer dans leurs propres recherches au sein de celle-ci. Bien que sa spécialité soit l'archéologie historique (en particulier la période sassanide), son intérêt pour l'archéologie préhistorique, et en particulier pour la période paléolithique, l'amène également à relancer les recherches sur le sujet grâce à de jeunes chercheurs qu'il met sur la voie. De plus, ne perdant jamais de vue l'importance de la dimension pluridisciplinaire des recherches archéologiques, il pousse de nombreux chercheurs à se spécialiser dans des domaines croisés, tels l'archéobotanique et l'archéozoologie notamment, et fonde au sein d'ICAR le premier laboratoire de recherche en archéobotanique.

C'est sous sa direction que se feront de nombreuses recherches conjointes entre des équipes iraniennes et étrangères. Durant toutes ces années, il n'a de cesse de donner des conférences un peu partout en Europe, de signer des protocoles d'échanges, de coopérations et de recherches avec de nombreux et prestigieux partenaires européens tout en continuant d'enseigner en parallèle. En tant qu'archéologue, il fit de nombreuses fouilles et recherches dont les plus célèbres sont certainement les fouilles d'un pavillon de chasse sassanide dans la province du Fars ainsi que celles du temple d'Anahita à Kermanshah. Ses dernières fouilles sont celles de Qaleh Yazd Gerd près de Kermanshah ainsi que celles de Hamadan, l'ancienne capitale d'Hegmataneh. Il y démontra notamment que ce qu'on tenait jusqu'alors pour être l'ancienne capitale des Mèdes est en fait bien plus récente et date de la période parthe.

Il décède le 27 novembre 2008 d'une attaque cardiaque à l'âge de 63 ans alors qu'il revenait du chantier de Hegmataneh.